# Сера Карпини (Изернија)
Сера Карпини је насеље у Италији у округу Изернија, региону Молизе.
Према процени из 2011. у насељу је живело 36 становника. Насеље се налази на надморској висини од 735 м.